# Alex Lynn
Alexander George Lynn (Goodmayes, Londres, 17 de septiembre de 1993), más conocido como Alex Lynn, es un piloto británico de automovilismo. Fue vencedor del Gran Premio de Macao de 2013 y de GP3 Series en 2014, temporada donde fue piloto probador de Lotus en Fórmula 1. También logró una victoria en el e-Prix de Londres de 2021 y tres podios con Mahindra Racing en Fórmula E. En resistencia destaca su campeonato en la European Le Mans Series de 2023 y la victoria de clase en las 24 Horas de Le Mans 2020 (GTE Pro), y tercero en 2023 (Hypercar), entre otros resultados.

## Carrera

### Inicios
Lynn debutó con monoplazas en 2009 en la Fórmula Renault 2.0 UK donde finalizó 10.º
Un año después, Lynn participó de nuevo en la Fórmula Renault 2.0 UK, terminó de nuevo 10.º, pero esta vez ganó el título de la Fórmula Renault 2.0 UK de invierno, ganando así su primer título con monoplazas. Ya en 2011 ganó el campeonato británico.

### Fórmula 3
En 2012 Lynn dio el salto a competiciones mundiales, Fórmula 3 Británica, Fórmula 3 Europea, Masters de Fórmula 3 y GP de Macao, terminando 3.º en este último.
En 2013 Lynn participó en varias pruebas mundiales de automovilismo, como la Fórmula 3 Europea donde logró una 3.ª posición en el campeonato. Además de eso Lynn ganó el GP de Macao 2013, por encima de jóvenes promesas que apuntaban a Fórmula 1. Estos resultados le dan un asiento en GP3 Series para el año 2014.

### GP3 Series
Lynn debutó en las GP3 Series en 2014 con el equipo Carlin Motorsport y se ganó un puesto de piloto de test en el equipo Lotus F1 Team en Fórmula 1. Lynn ganó su primera carrera en las GP3 Series en el Circuito de Barcelona-Cataluña. De nuevo ganó la carrera del sábado (la larga) en el Gran Premio de Austria, pero con malos resultados en las carreras del domingo (la corta). Pese a esto, Álex puntúó en todas las carreras restantes del campeonato, pero sin lograr una sola victoria hasta el Gran Premio de Bélgica. A falta de tres carreras para finalizar el campeonato, Álex Lynn y Dean Stoneman eran los principales candidatos a ganar el campeonato.
Lynn consiguió dos podios más, dos 2.º puestos en Italia y en Abu Dabi, para ganar el campeonato de GP3 Series, 44 puntos por encima de Stoneman y 46 de Kirchhöfer.

### GP2 Series
Lynn consiguió un asiento en GP2 Series, antesala a Fórmula 1, con el equipo campeón del 2014, DAMS. Su compañero de equipo sería el francés Pierre Gasly. Además,  fichó con el equipo Williams Racing como piloto de test. Tras las dos carreras de Baréin, Lynn ganó su primera carrera en GP2 en el Circuito de Barcelona-Cataluña. Álex finalizó 6.º el campeonato, haciéndolo bastante mejor que su compañero Gasly, situado 8.º Realizó una mitad de temporada muy irregular, y aunque logró la segunda victoria de la temporada en Hungría, completa un final de temporada malo. Consiguiendo un podio en la carrera larga de Abu Dhabi. Este mismo año, Williams Grand Prix Engineering le confirmó como nuevo piloto de desarrollo.
Lynn continuó en el equipo DAMS por segundo año consecutivo en la GP2, siendo este 2016 donde busque el título de campeón de GP2 Series. Luego de 3 victorias, Alex volvió a terminar 6° en la general.

### Fórmula E y resistencia

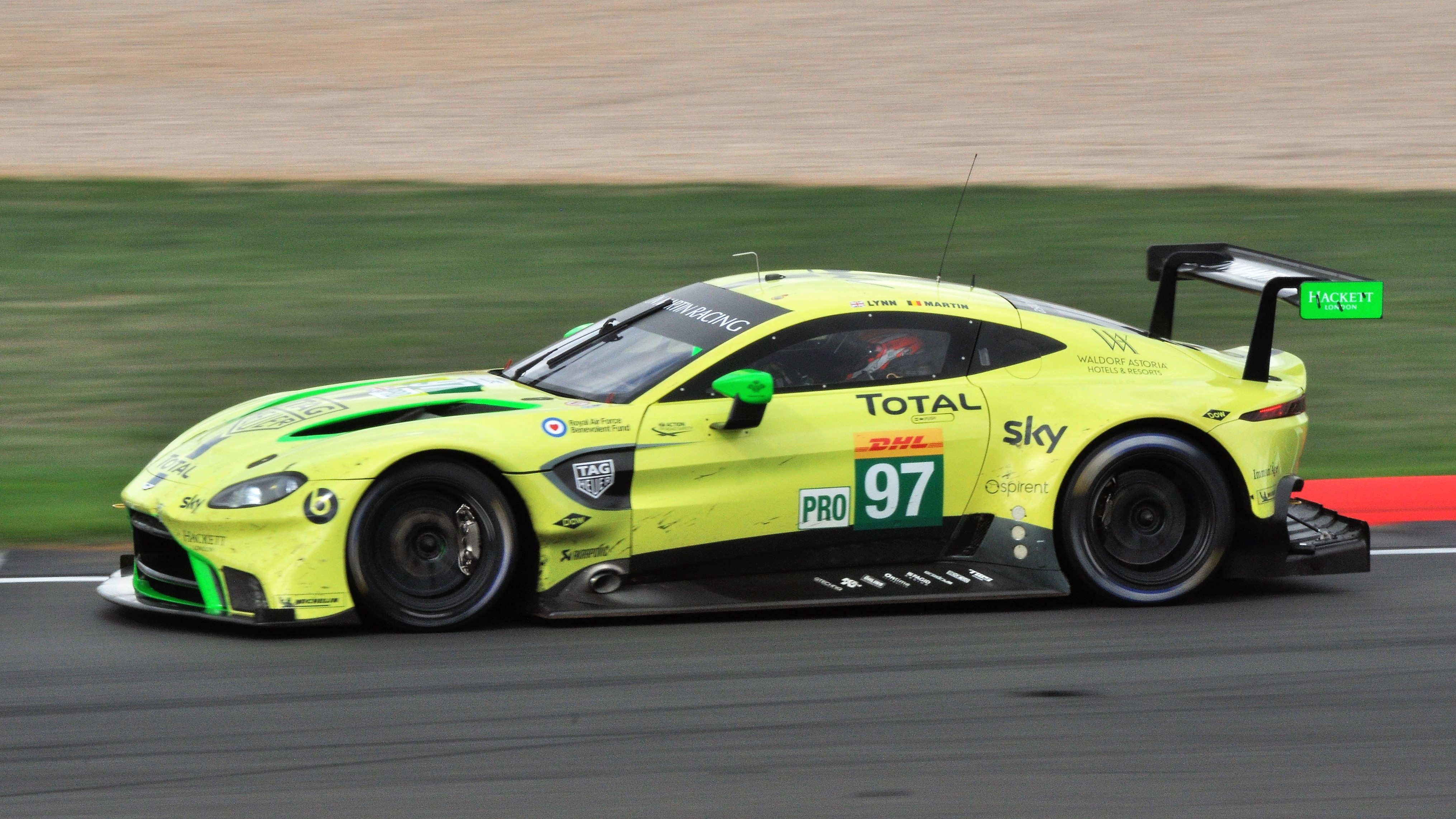
Álex Lynn corriendo en el WEC.

En enero de 2017 Alexander fue confirmado como piloto de reserva de DS Virgin Racing en Fórmula E, detrás de José María López y Sam Bird. Ese año sustituyó al argentino en la fecha de Nueva York, logrando la pole position en su debut en el campeonato pero abandonando en ambas carreras. Al año siguiente ocupó de manera definitiva el lugar de López; logró sumar regularmente en el inicio de la temporada, pero terminó 16 en el campeonato mientras que su compañero fue tercero con varios podios.
Desde 2016 a 2017 también corrió en el Campeonato Mundial de Resistencia (WEC) en LMP2. Inició la temporada 2017 con tres pole positions del Oreca de G-Drive Racing compartido con Roman Rusinov y Pierre Thiriet, además logró la victoria en las 6 Horas de Spa-Francorchamps. Desde la temporada siguiente, corre en un Vantage de Aston Martin Racing en LMGTE Pro. También ganó las 12 Horas de Sebring 2017 de WeatherTech SportsCar Championship (con clase P).
En abril de 2019 volvió a Fórmula E, luego de que Nelson Piquet, Jr. abandonara el equipo Jaguar. En 2020 corrió para Mahindra Racing, en reemplazo de Pascal Wehrlein, que abandonó el equipo.

## Resumen de carrera
| Temporada | Categoría                                               | Equipo                   | Carreras          | Victorias         | Poles             | VR                | Podios            | Puntos            | Pos.              |
| --------- | ------------------------------------------------------- | ------------------------ | ----------------- | ----------------- | ----------------- | ----------------- | ----------------- | ----------------- | ----------------- |
| 2009      | Fórmula Renault 2.0 Británica (invierno)                | Fortec Motorsport        | 4                 | 0                 | 0                 | 0                 | 0                 | 40                | 10.º              |
| 2010      | Fórmula Renault 2.0 Británica                           | Fortec Motorsport        | 20                | 0                 | 0                 | 0                 | 1                 | 210               | 10.º              |
| 2010      | Fórmula Renault 2.0 Británica (invierno)                | Fortec Motorsport        | 6                 | 3                 | 1                 | 1                 | 3                 | 40                | 1.º               |
| 2011      | Fórmula Renault 2.0 Británica                           | Fortec Motorsports       | 20                | 12                | 14                | 10                | 15                | 521               | 1.º               |
| 2011      | Eurocopa Fórmula Renault 2.0                            | Fortec Motorsports       | 4                 | 0                 | 1                 | 0                 | 1                 | 26                | 14.º              |
| 2011      | Toyota Racing Series                                    | Giles Motorsport         | 12                | 1                 | 0                 | 1                 | 3                 | 514               | 9.º               |
| 2012      | Fórmula 3 Británica                                     | Fortec Motorsports       | 28                | 1                 | 2                 | 5                 | 9                 | 253               | 4.º               |
| 2012      | Campeonato Europeo de Fórmula 3 de la FIA               | Fortec Motorsports       | 10                | 0                 | 0                 | 0                 | 2                 | N/A               | -†                |
| 2012      | Masters de Fórmula 3                                    | Fortec Motorsports       | 1                 | 0                 | 0                 | 0                 | 0                 | N/A               | 7.º               |
| 2012      | Gran Premio de Macao                                    | Fortec Motorsports       | 1                 | 0                 | 1                 | 0                 | 1                 | N/A               | 3.º               |
| 2013      | Toyota Racing Series                                    | M2 Competition           | 15                | 3                 | 4                 | 3                 | 9                 | 803               | 2.º               |
| 2013      | Campeonato Europeo de Fórmula 3 de la FIA               | Prema Powerteam          | 30                | 3                 | 5                 | 4                 | 14                | 339.5             | 3.º               |
| 2013      | Masters de Fórmula 3                                    | Prema Powerteam          | 1                 | 0                 | 0                 | 0                 | 1                 | N/A               | 2.º               |
| 2013      | Gran Premio de Macao                                    | Theodore Racing by Prema | 1                 | 1                 | 1                 | 0                 | 1                 | N/A               | 1.º               |
| 2014      | GP3 Series                                              | Carlin                   | 18                | 3                 | 2                 | 3                 | 8                 | 207               | 1.º               |
| 2014      | Fórmula 1                                               | Lotus F1 Team            | Piloto de pruebas | Piloto de pruebas | Piloto de pruebas | Piloto de pruebas | Piloto de pruebas | Piloto de pruebas | Piloto de pruebas |
| 2015      | GP2 Series                                              | DAMS                     | 22                | 2                 | 2                 | 2                 | 4                 | 110               | 6.º               |
| 2016      | GP2 Series                                              | DAMS                     | 22                | 3                 | 0                 | 0                 | 5                 | 124               | 6.º               |
| 2016      | Campeonato Mundial de Resistencia de la FIA - LMP2      | Manor                    | 3                 | 0                 | 1                 | 2                 | 0                 | 4.5               | 30.º              |
| 2016-17   | Fórmula E                                               | DS Virgin Racing         | 2                 | 0                 | 1                 | 0                 | 0                 | 3                 | 23.º              |
| 2017      | Campeonato Mundial de Resistencia de la FIA - LMP2      | G-Drive Racing           | 5                 | 1                 | 3                 | 0                 | 1                 | 54                | 15.º              |
| 2017      | WeatherTech SportsCar Championship                      | Wayne Taylor Racing      | 1                 | 1                 | 0                 | 0                 | 1                 | 35                | 29.º              |
| 2017–18   | Fórmula E                                               | DS Virgin Racing         | 12                | 0                 | 0                 | 0                 | 0                 | 17                | 16.º              |
| 2018-19   | Campeonato Mundial de Resistencia de la FIA - LMGTE Pro | Aston Martin Racing      | 6                 | 0                 | 0                 | 0                 | 0                 | 40                | 10.º              |
| 2018-19   | Fórmula E                                               | Panasonic Jaguar Racing  | 7                 | 0                 | 0                 | 0                 | 0                 | 10                | 18.º              |
| 2019      | Blancpain GT Series Endurance Cup                       | R-Motorsport             | 3                 | 0                 | 0                 | 1                 | 1                 | 38                | 6                 |
| 2019-20   | Campeonato Mundial de Resistencia de la FIA - LMGTE Pro | Aston Martin Racing      | 7                 | 1                 | 0                 | 1                 | 5                 | 142               | 4.º               |
| 2019-20   | Fórmula E                                               | Mahindra Racing          | 6                 | 0                 | 0                 | 0                 | 0                 | 16                | 17.º              |
| 2020-21   | Fórmula E                                               | Mahindra Racing          | 15                | 1                 | 0                 | 0                 | 3                 | 78                | 12.º              |
| 2021      | 24 Horas de Le Mans - LMP2                              | United Autosports        |                   |                   |                   |                   |                   |                   | 4.º               |
| 2022      | IMSA SportsCar Championship - DPi                       | Cadillac Racing          | 10                | 1                 | 0                 | 1                 | 4                 | 3191              | 4.º               |
| 2022      | Campeonato Mundial de Resistencia de la FIA - LMP2      | United Autosports USA    | 5                 | 0                 | 0                 | 0                 | 1                 | 75                | 7.º               |
| 2023      | Campeonato Mundial de Resistencia de la FIA - Hypercar  | Cadillac Racing          | 7                 | 0                 | 0                 | 0                 | 1                 | 72                | 5.º               |
| 2023      | WeatherTech SportsCar Championship - GTP                | Cadillac Racing          | 1                 | 0                 | 0                 | 0                 | 0                 | 306               | 21.º              |
| 2023      | European Le Mans Series - LMP2                          | Algarve Pro Racing       | 6                 | 2                 | 2                 | 0                 | 5                 | 113               | 1.º               |
| 2024      | Campeonato Mundial de Resistencia de la FIA - Hypercar  | Cadillac Racing          | 8                 | 0                 | 1                 | 0                 | 0                 | 26                | 20.º              |
| 2024      | European Le Mans Series - LMP2                          | Algarve Pro Racing       | 6                 | 0                 | 0                 | 1                 | 2                 | 50                | 5.º               |
| 2024      | WeatherTech SportsCar Championship - GTD                | AWA                      | 1                 | 0                 | 0                 | 0                 | 0                 | 117               | 73.º              |
| 2024      | Nürburgring Langstrecken-Serie - SP9                    | Falken Motorsports       | ?                 | ?                 | ?                 | ?                 | ?                 | ?                 | ?                 |
| 2025      | Campeonato Mundial de Resistencia de la FIA - Hypercar  | Cadillac Hertz Team Jota | Disputándose      | Disputándose      | Disputándose      | Disputándose      | Disputándose      | Disputándose      | Disputándose      |
| Fuente:   |                                                         |                          |                   |                   |                   |                   |                   |                   |                   |

- † No acumulaba puntos ya que era piloto invitado.

## Resultados

### Campeonato Europeo de Fórmula 3 de la FIA
(Clave) (negrita indica pole position) (cursiva indica vuelta rápida)

| Año  | Equipo            | 1        | 2       | 3       | 4       | 5       | 6     | 7        | 8       | 9        | 10      | 11      | 12        | 13      | 14       | 15      | 16      | 17      | 18    | 19        | 20      | 21      | 22      | 23    | 24    | 25      | 26      | 27      | 28      | 29    | 30      | Pos. | Puntos |
| ---- | ----------------- | -------- | ------- | ------- | ------- | ------- | ----- | -------- | ------- | -------- | ------- | ------- | --------- | ------- | -------- | ------- | ------- | ------- | ----- | --------- | ------- | ------- | ------- | ----- | ----- | ------- | ------- | ------- | ------- | ----- | ------- | ---- | ------ |
| 2012 | Fortec Motorsport | HOC 1 10 | HOC 2 4 | LEC 1 3 | LEC 2 7 | BRH 1   | BRH 2 | RBR 1    | RBR 2   | NOR 1 19 | NOR 2 9 | SPA 1 6 | SPA 2 5   | NÜR 1   | NÜR 2    | ZAN 1   | ZAN 2   | VAL 1   | VAL 2 | HOC 1 Ret | HOC 2 3 |         |         |       |       |         |         |         |         |       |         | NC†  | 0†     |
| 2013 | Prema Powerteam   | MNZ 1 8  | MNZ 2 6 | MNZ 3   | SIL 1 2 | SIL 2 6 | SIL 3 | HOC 1 15 | HOC 2 7 | HOC 3 6  | BRH 1   | BRH 2   | BRH 3 Ret | RBR 1 7 | RBR 2 12 | RBR 3 8 | NOR 1 3 | NOR 2 1 | NOR 3 | NÜR 1 14  | NÜR 2 7 | NÜR 3 6 | ZAN 1 3 | ZAN 2 | ZAN 3 | VAL 1 3 | VAL 2 1 | VAL 3 4 | HOC 1 4 | HOC 2 | HOC 3 8 | 3.º  | 339.5  |

### GP3 Series
(Clave) (negrita indica pole position) (cursiva indica vuelta rápida puntuable)
| Año  | Escudería | 1   | 1   | 2   | 2   | 3   | 3   | 4   | 4   | 5   | 5   | 6   | 6   | 7   | 7   | 8   | 8   | 9   | 9   | Pos. | Puntos | Ref.  |
| ---- | --------- | --- | --- | --- | --- | --- | --- | --- | --- | --- | --- | --- | --- | --- | --- | --- | --- | --- | --- | ---- | ------ | ----- |
| 2014 | Carlin    | BAR | BAR | SPI | SPI | SIL | SIL | HOC | HOC | BUD | BUD | SPA | SPA | MNZ | MNZ | SOC | SOC | YMC | YMC | 1.º  | 207    | [ 8 ] |
| 2014 | Carlin    | 1   | 18  | 1   | 20  | 2   | 6   | 2   | 3   | 4   | 4   | 8   | 1   | 6   | 2   | 7   | 5   | 5   | 2   | 1.º  | 207    | [ 8 ] |

### GP2 Series
(Clave) (negrita indica pole position) (cursiva indica vuelta rápida puntuable)

| Año  | Escudería | 1   | 1   | 2   | 2   | 3   | 3   | 4   | 4   | 5   | 5   | 6   | 6   | 7   | 7   | 8   | 8   | 9   | 9   | 10  | 10  | 11  | 11  | Pos. | Puntos | Ref.   |
| ---- | --------- | --- | --- | --- | --- | --- | --- | --- | --- | --- | --- | --- | --- | --- | --- | --- | --- | --- | --- | --- | --- | --- | --- | ---- | ------ | ------ |
| 2015 | DAMS      | SAK | SAK | BAR | BAR | MON | MON | SPI | SPI | SIL | SIL | BUD | BUD | SPA | SPA | MNZ | MNZ | SOC | SOC | SAK | SAK | YMC | YMC | 6.º  | 110    | [ 9 ]  |
| 2015 | DAMS      | 19  | 15  | 5   | 1   | 13  | 11  | 3   | 20  | 5   | 6   | 1   | 9   | 11  | 8   | Ret | 10  | Ret | 10  | 8   | 3   | 8   | C   | 6.º  | 110    | [ 9 ]  |
| 2016 | DAMS      | BAR | BAR | MON | MON | BAK | BAK | SPI | SPI | SIL | SIL | BUD | BUD | HOC | HOC | SPA | SPA | MNZ | MNZ | KUA | KUA | YMC | YMC | 6.º  | 124    | [ 10 ] |
| 2016 | DAMS      | 6   | 1   | 4   | 5   | Ret | 9   | 11  | 3   | 16  | 14  | 12  | Ret | 7   | 1   | 3   | 10  | 12  | 5   | 4   | 12  | 8   | 1   | 6.º  | 124    | [ 10 ] |

### Campeonato Mundial de Resistencia de la FIA
(Clave) (negrita indica pole position) (cursiva indica vuelta rápida)

| Año     | Escudería           | Clase     | Automóvil                | 1   | 2   | 3   | 4   | 5   | 6   | 7   | 8   | 9   | Pos. | Puntos | Ref.   |
| ------- | ------------------- | --------- | ------------------------ | --- | --- | --- | --- | --- | --- | --- | --- | --- | ---- | ------ | ------ |
| 2016    | Manor               | LMP2      | Oreca 05-Nissan          | SIL | SPA | LMS | NÜR | MEX | COA | FUJ | SHA | BHR | 30   | 4.5    | [ 11 ] |
| 2016    | Manor               | LMP2      | Oreca 05-Nissan          |     |     |     |     |     |     | 11  | 9   | 10  | 30   | 4.5    | [ 11 ] |
| 2017    | G-Drive Racing      | LMP2      | Oreca 07-Gibson          | SIL | SPA | LMS | NÜR | MEX | COA | FUJ | SHA | BHR | 15.º | 54     | [ 12 ] |
| 2017    | G-Drive Racing      | LMP2      | Oreca 07-Gibson          | 5   | 1   | Ret |     | 4   | 8   |     |     |     | 15.º | 54     | [ 12 ] |
| 2018-19 | Aston Martin Racing | LMGTE Pro | Aston Martin Vantage AMR | SPA | LMS | SIL | FUJ | SHA | SEB | SPA | LMS |     | 8.º  | 66     | [ 13 ] |
| 2018-19 | Aston Martin Racing | LMGTE Pro | Aston Martin Vantage AMR | 6   | 13  | 4   | 9   | 4   | 8   | 1   | 14  |     | 8.º  | 66     | [ 13 ] |
| 2019-20 | Aston Martin Racing | LMGTE Pro | Aston Martin Vantage AMR | SIL | FUJ | SHA | BHR | COA | SPA | LMS | BHR |     | 4.º  | 142    | [ 14 ] |
| 2019-20 | Aston Martin Racing | LMGTE Pro | Aston Martin Vantage AMR | 3   | 3   | 4   | 3   | 4   | 3   | 1   |     |     | 4.º  | 142    | [ 14 ] |

### Fórmula E
(Clave) (negrita indica pole position) (cursiva indica vuelta rápida)

| Año     | Equipo                  | 1       | 2       | 3     | 4       | 5       | 6      | 7       | 8       | 9       | 10      | 11      | 12      | 13      | 14     | 15     | Pos. | Puntos |
| ------- | ----------------------- | ------- | ------- | ----- | ------- | ------- | ------ | ------- | ------- | ------- | ------- | ------- | ------- | ------- | ------ | ------ | ---- | ------ |
| 2016-17 | DS Virgin Racing        | HKG     | MAR     | BUE   | MEX     | MON     | PAR    | BER     | BER     | NYC Ret | NYC Ret | MTR     | MTR     |         |        |        | 23.º | 3      |
| 2017-18 | DS Virgin Racing        | HKG 8   | HKG 9   | MAR 9 | SAN Ret | MEX 10  | PDE 6  | ROM Ret | PAR 14  | BER 16  | ZUR 16  | NYC Ret | NYC 14  |         |        |        | 16.º | 17     |
| 2018-19 | Panasonic Jaguar Racing | ALD     | MAR     | SAN   | MEX     | HKG     | SNY    | ROM 12  | PAR Ret | MON 8   | BER Ret | BRN 7   | NYC Ret | NYC Ret |        |        | 18.º | 10     |
| 2019-20 | Mahindra Racing         | DIR     | DIR     | SAN   | MEX     | MAR     | BER 12 | BER 11  | BER 11  | BER 9   | BER 5   | BER 8   |         |         |        |        | 17.º | 16     |
| 2020-21 | Mahindra Racing         | DIR Ret | DIR Ret | ROM 8 | ROM 17  | VAL DSQ | VAL 3  | MON 9   | PUE 10  | PUE 6   | NYC 11  | NYC 9   | LON 3   | LON 1   | BER 20 | BER 13 | 12.º | 78     |
| Fuente: |                         |         |         |       |         |         |        |         |         |         |         |         |         |         |        |        |      |        |

### 24 Horas de Le Mans
| Año     | Equipo                   | Copilotos                     | Automóvil                | Clase    | Vueltas | Pos. | Pos. Clase |
| ------- | ------------------------ | ----------------------------- | ------------------------ | -------- | ------- | ---- | ---------- |
| 2017    | G-Drive Racing           | Roman Rusinov Pierre Thiriet  | Oreca 07-Gibson          | LMP2     | 20      | DNF  | DNF        |
| 2018    | Aston Martin Racing      | Jonathan Adam Maxime Martin   | Aston Martin Vantage AMR | GTE Pro  | 327     | 37.º | 13.º       |
| 2019    | Aston Martin Racing      | Jonathan Adam Maxime Martin   | Aston Martin Vantage AMR | GTE Pro  | 325     | 44.º | 12.º       |
| 2020    | Aston Martin Racing      | Harry Tincknell Maxime Martin | Aston Martin Vantage AMR | GTE Pro  | 346     | 20.º | 1.º        |
| 2021    | United Autosports        | Wayne Boyd Paul di Resta      | Oreca 07-Gibson          | LMP2     | 361     | 9.º  | 4.º        |
| 2022    | United Autosports USA    | Oliver Jarvis Josh Pierson    | Oreca 07-Gibson          | LMP2     | 368     | 10.º | 6.º        |
| 2023    | Cadillac Racing          | Earl Bamber Richard Westbrook | Cadillac V-Series.R      | Hypercar | 341     | 3.º  | 3.º        |
| 2024    | Cadillac Racing          | Earl Bamber Álex Palou        | Cadillac V-Series.R      | Hypercar | 311     | 7.º  | 7.º        |
| 2025    | Cadillac Hertz Team Jota | Norman Nato Will Stevens      | Cadillac V-Series.R      | Hypercar | 387     | 4.º  | 4.º        |
| Fuente: |                          |                               |                          |          |         |      |            |